# Tümen Zasagt Khan
Tümen Zasagt Khan (tiếng Mông Cổ: Түмэн засагт хаан, Tümen zasagt xaan, 1539-1592) là một Khả hãn của triều đại Bắc Nguyên tại Mông Cổ. Chính trong thời kỳ cai trị của mình, người Mông Cổ đã chinh phục người Daur và người Evenk. Không giống như cha mình, ông đã thành công trong việc hợp nhất toàn bộ người Mông Cổ, bao gồm cả người Oirat, với một chút ít đổ máu.

## Trị vì
Tümen là người đầu tiên trong ba người con trai của Darayisung Gödeng Khan. Bằng cách được công nhận là Khả hãn, Altan Khan cho thấy quyền lực của mình. Tuy nhiên, nhờ phối hợp hành động cùng Altan Khan, Tümen đã chiến thắng Uriyangkhai và người Daur Mông Cổ. Họ hàng của ông, Abtai Khan và Khutughtai Sechen Khung Taiji, đã mang một phần lớn của Liên minh Oirat trở lại vào nếp sống Mông Cổ. Ngoài cuộc xâm lược thành công vào lãnh thổ Trung Quốc của nhà Minh, Tümen còn chinh phục Koko Nur và bổ nhiệm con trai mình cai trị ở đó.
Tümen và các hoàng tử Mông Cổ khác quyết định chấp nhận Phật giáo Tây Tạng. Năm 1576, Tümen được Ilduni Sanggiduktshi Garma Lama đổi đạo thành Phật giáo. Ông tập hợp sáu bộ lạc, và thiết lập luật pháp. Ông đã thực hiện cải cách luật pháp nhà nước và miễn cho các quý tộc Mông Cổ khỏi một số loại thuế. Ông đã biên soạn một bộ luật mới được cho là dựa trên Yekhe Zasag của Thành Cát Tư Hãn. Từ đó, ông được gọi là Jasagtu, người đã làm hòa với bộ lạc cánh hữu và trao cho các nhà lãnh đạo danh hiệu chính thức của họ. Ông đã buộc ba bộ lạc Nữ Chân như Jurjis ở Mãn Châu và các dân tộc Tungus ở Yekhe, phải thần phục để cống nạp cho triều đình của mình.
Zasaghtu Khan mất năm 1592, sau 34 năm tại vị.